# Maitland (Misuri)
Maitland es una ciudad ubicada en el condado de Holt, en el estado estadounidense de Misuri. Según el censo de 2020, tiene una población de 276 habitantes.

## Geografía
Maitland se encuentra ubicada en las coordenadas 40°12′8″N 95°4′41″O / 40.20222, -95.07806. Según la Oficina del Censo de los Estados Unidos, Maitland tiene una superficie total de 0.77 km², de la cual 0.77 km² corresponden a tierra firme y (0%) 0 km² es agua.

## Demografía
Según el censo de 2010, había 343 personas residiendo en Maitland. La densidad de población era de 444,41 hab./km². De los 343 habitantes, Maitland estaba compuesto por el 99.13% blancos, el 0% eran afroamericanos, el 0.29% eran amerindios, el 0% eran asiáticos, el 0% eran isleños del Pacífico, el 0.58% eran de otras razas y el 0% pertenecían a dos o más razas. Del total de la población el 0.58% eran hispanos o latinos de cualquier raza.